# Pedicia pallens
Pedicia (Crunobia) pallens là một loài ruồi trong họ Pediciidae. Chúng phân bố ở vùng sinh thái Palearctic.